# Жмайель, Башир
Башир Пьер Жмайель (араб. بشير الجميّل ‎, фр. Bachir Gemayel; 10 ноября 1947, Бейрут — 14 сентября 1982, там же) — ливанский политический и государственный деятель, один из лидеров фалангистской партии Катаиб. Младший сын Пьера Жмайеля, брат Амина Жмайеля. Активный участник гражданской войны, один из ведущих лидеров правохристианского лагеря. Командовал вооружёнными формированиями Катаиб и Ливанскими силами. Представлял радикальное крыло правохристианской коалиции Ливанский фронт. В 1982 году был избран президентом Ливана, но убит до вступления в должность.

## Происхождение и образование
Родился в бейрутском христианском квартале Ашрафия. Отец Башира Жмайеля — шейх Пьер Жмайель, один из лидеров маронитской общины Ливана, основатель и многолетний руководитель праворадикальной христианской партии Катаиб (Ливанская фаланга). Мать — Женевьева Жмайель.
Родовое имение клана Жмайелей находится в городе Бикфайя (Матн, к северо-востоку от Бейрута). Башир был младшим из шести детей Пьера Жмайеля.
Учился в иезуитском колледже Нотр-Дам-де-Джамхур. Высшее образование Башир Жмайель получил в Университете Святого Иосифа. Имел диплом юриста с 1971 и диплом политолога с 1973. В 1972 году провёл несколько месяцев в США, стажировался в техасском Центре американского и международного права, практиковался в вашингтонской юридической фирме.Одновременно с учёбой в университете проходил курс по гражданскому образованию (Civil Education) в Ливанском современном институте (Lebanese Modern Institute).
Вернувшись в Ливан, Башир Жмайель профессионально занялся адвокатской практикой, открыл собственную юридическую фирму.

## Фалангистская политика и военная подготовка
Башир Жмайель полностью разделял политико-идеологические взгляды Пьера Жмайеля-старшего. Он был убеждённым ливанским националистом. Рассматривал ливанских христиан как «часть свободного мира» — особую национальную общность, со своей социальной и политической культурой, которую надлежит отстаивать всеми средствами, вплоть до вооружённой борьбы. Придерживался фалангистской социальной доктрины, выступал с позиций правого популизма. Важное место в его мировоззрении занимал непримиримый антикоммунизм. Жмайель был решительным противником ООП и палестинского присутствия в Ливане.

Мы, христиане Востока, держим последнюю линию обороны против возврата в тёмные века, против террора и слепого фундаментализма, против тех, кто стремится уничтожить все ценности цивилизации и культуры.

Башир Жмайель

С 1959 года Башир Жмайель состоял в подростковой фалангистской организации. В 1962 году вступил в партию Катаиб. Был активистом фалангистской студенческой организации, возглавлял ячейку Катаиб в Университете Святого Иосифа. В 1968 году участвовал в студенческом коллоквиуме, организованном газетой Orient, выступал за самостоятельное политическое развитие Ливана, против следования путём палестинских арабов — что отражало позицию Катаиб.

В 1970 году Башир Жмайель встретился в Каире с президентом Египта Гамалем Абдель Насером (организовал встречу сын Насера, который дружил с Баширом). Позднее в интервью американской журналистке Барбаре Ньюмен Башир Жмайель вспоминал:
Я беседовал с египетским президентом. Насер олицетворял линию, с которой я борюсь: панарабизм, тирания мусульманского большинства. Но я уважал его как великого патриота. Насер пожал мне руку, долго смотрел мне в глаза, потом сказал: «Тебе судьбой предназначено привести Ливан к свободе».
Тогда же, в 1970 году палестинские боевики похитили Башира Жмайеля в бейрутском районе Дикване, избили и вывезли в палестинский лагерь Тель-Заатар. Освободили его по прошествии 8 часов — когда палестинские лидеры узнали, что похищен сын Пьера Жмайеля и решили не идти на жёсткий конфликт с Катаиб. Этот инцидент во многом повлиял на позицию Башира по отношению к палестинцам. Позднее он говорил:
Я позвонил отцу, он был тогда министром. Мне ответили, что он на срочном совещании у президента. Я позвонил во дворец. Меня не хотели соединять: «Неужели вы не знаете, что пропал его сын?» ... Я испытал величайшее унижение. Унижен был весь наш народ тем, что иностранцы хозяйничали в Ливане. Я заперся дома и неделю ни с кем не разговаривал. Я понял, что со мной произошло. Я потерял суверенитет над своим телом. Это было что-то вроде изнасилования.
В 1973 году Башир Жмайель стал заместителем председателя отделения партии Катаиб в районе Ашрафия.
Достигнув 20-летнего возраста, Башир Жмайель прошёл военную подготовку в тренировочном лагере вооружённых формирований Катаиб, который располагался в Бикфайе. Несколько лет спустя командующий фалангистской милицией Уильям Хауи назначил Башира Жмайеля командиром «Бикфайского отряда», который комплектовался в основном из студентов-маронитов.
Затем Хауи включил Жмайеля-младшего в отряд BG — элитное подразделение партийных вооружённых сил, противостоявшее палестинским боевикам. Вместе с Баширом Жмайелем в этом формировании служили Фуад Абу Надер, Фади Фрем, Ильяс Хобейка, Самир Джааджаа — те, кто составил в будущем костяк командования Ливанских сил. В 1971 году Башир Жмайель стал инспектором вооружённых формирований Катаиб.

## В гражданской войне

### Командир «Ливанских сил»
13 апреля 1975 года началась гражданская война в Ливане. Башир Жмайель активно участвовал в боевых действиях как один из ведущих командиров правохристианских сил. В первый день войны он организовал и возглавил засаду во время Автобусной резни. Осенью 1975 — весной 1976 он командовал фалангистской милицией в т. н. «Битве отелей», по итогам которой произошло фактическое разделение Бейрута на зоны правохристианского и «лево-мусульманского» контроля. На него возлагалась ответственность за Чёрную субботу 6 декабря 1975 и резню в Карантине 18 января 1976 — хотя, по ряду отзывов, Башир Жмайель пытался предотвратить убийства гражданских лиц.
Летом 1976 года он был одним из правохристианских командиров в крупном сражении за Тель-Заатар. В боях отличался храбростью, демонстрировал качества эффективного военачальника. При этом был склонен к нарушениям дисциплины в силу политического радикализма, на этой почве конфликтовал с Уильямом Хауи.
13 июля 1976 года Уильям Хауи погиб при осаде Тель-Заатара. Фалангистскую милицию — вооруженные силы Катаиб, сильнейшие в правохристианском лагере — возглавил Башир Жмайель. Взятие Тель-Заатара — крупнейшей военной базы ООП в Ливане — укрепило военный и политический авторитет Жмайеля-младшего.
В январе 1976 года крупнейшие правохристианские организации — Катаиб (Пьер Жмайель), НЛП (Камиль Шамун), Стражи (Этьен Сакер), Танзим (Фавзи Махфуз), Марада (Сулейман Франжье) — создали коалицию Ливанский фронт. Военным крылом коалиции стали Ливанские силы — объединение правохристианских милиций, в котором по численности и вооружению доминировали фалангисты. 30 августа 1976 — через две с небольшим недели после взятия Тель-Заатара — Башир Жмайель возглавил объединённое командование «Ливанских сил».
При этом Башир Жмайель имел серьёзные разногласия с политическим руководством «Ливанского фронта». Он осуждал союз правохристиан с Сирией даже против ООП, поскольку считал режим Хафеза Асада не меньшей угрозой независимости Ливана. Однако, выполняя директивы политического руководства (в том числе своего отца Пьера Жмайеля), координировал действия «Ливанских сил» с сирийскими войсками. В результате были нанесены тяжёлые поражения т. н. «Национально-патриотическим силам» — альянсу ООП, ПСП, ЛКП и им организаций.
Военно-политическая конфигурация в Ливане резко изменилась в 1978 году. Союз правохристиан с Сирией был разорван. Ливанские правохристиане, в том числе партия Катаиб, потребовали вывода сирийского оккупационного контингента. В феврале—апреле и июле—октябре 1978 года фалангисты и их союзники (Милиция Тигров НЛП, «Стражи кедров», «Танзим») вели Стодневную войну против сирийских войск и выбили их из христианского сектора Бейрута и христианских районов Горного Ливана. Этот успех способствовал усилению политических амбиций Башира Жмайеля. Сторонники начинали воспринимать его не только как фалангистского командира, но как лидера всех христиан Ливана. Сам он решил интегрировать под своим руководством все христианские милиции. Другим следствием разрыва с Сирией стало быстрое сближение фалангистов с Израилем.

### Борьба в правохристианском лагере

#### Разрыв с движением «Марада» —Эденская резня
Из правохристианских сил только движение «Марада» во главе с президентом Сулейманом Франжье сохраняло альянс с Сирией. Партия Катаиб постепенно шла на сближение с Израилем. «Ливанский фронт» раскололся.
Фалангистами командовал Башир Жмайель, формированиями Марады (Армия освобождения Згарты) — Тони Франжье-младший, сын президента Франжье. После того, как боевики Тони Франжье застрелили Джуда Байеха, главного активиста Катаиб на севере страны, было принято решение о ликвидации вооружённых сил «Марады».
13 июня 1978 года боевики Катаиб под командованием Самира Джааджаа атаковали особняк Тони Франжье в городе Эден. В результате боя погибли более тридцати человек. Тони Франжье был убит вместе с женой и дочерью. Башир Жмайель охарактеризовал Эденскую резню как «социальный бунт против феодализма» (клан Франжье относился к «старой аристократии», тогда как Катаиб практиковала социальный популизм). Сулейман Франжье объявил вендетту фалангистам. Начались столкновения между боевиками Марады, которых поддержали сирийцы и фалангистами, но во избежание большого числа жертв среди гражданского населения, Башир Жмайель дал приказ подчиненным ему войскам отступить из контролируемых «Марадой» районов Згорта и Кура в Батрун, а оттуда в Джубейль.

#### Удар по национал-либералам —резня в Сафре
Другим конкурентом фалангистов и Башира Жмайеля являлась национал-либеральная Милиция Тигров во главе с Дани Шамуном. 7 июля 1980 года боевики-фалангисты учинили резню в Сафре — убийство около 200 членов НЛП, в том числе более 80 «Тигров». Самому Дани Шамуну дали уйти, дабы не создавать сложностей между отцами — Пьером Жмайелем и Камилем Шамуном.
После этого Дани Шамун надолго вышел из военно-политического противостояния, а Камиль Шамун распустил «Милицию Тигров». Остальные боевики НЛП были включены в состав «Ливанских сил». Главенство в правохристианском лагере партии Катаиб, клана Жмайелей и персонально Башира стало неоспоримым.

### Военно-стратегическая победа
В январе 1981 года Башир Жмайель вошёл в состав политбюро партии Катаиб и возглавил партийный Совет безопасности. Тогда же в Бекаа началась Битва при Захле между правохристианами и сирийско-палестинскими силами. В результате полугодовых боёв «Ливанские силы» под командованием Башира Жмайеля одержали стратегическую победу (при этом на стороне правохристиан выступил Израиль — авиация ЦАХАЛ нейтрализовала сирийские ВВС). По возвращении в Бейрут была организована торжественная церемония награждения отличившихся правохристианских бойцов, Башир Жмайель выступил с речью: «Благодаря вам Захла осталась ливанской и свободной».
В июне 1982 года Башир Жмайель стал членом Совета национального спасения, созданного президентом Ливана Ильясом Саркисом. Этот орган, в который вошли многие влиятельные христианские и мусульманские деятели Ливана, был призван разработать схему политического урегулирования и прекращения гражданской войны.

## Организатор «новой модели»
Являясь фактическим главой христианского (в основном маронитского) анклава, занимавшего территорию Восточного Бейрута и областей Кесруан, Джубейль и Метн, Башир прилагал большие усилия по благоустройству этих районов. Были созданы структуры жизнеобеспечения христианских территорий, гражданского и военного управления. Органы христианского самоуправления — Народные комитеты — организовали системы общественного транспорта, энергоснабжения, коммунального хозяйства, социального обеспечения. На христианской территории было сосредоточено 60 % промышленных предприятий страны, функционировали две радиостанции (политико-пропагандистская Свободный Ливан и коммерческая Радио 102), телестанция, небольшой аэропорт в Хамате, благотворительная организация Ливанская помощь, Ливанская культурная ассоциация, Торговый комитет Ашрафии (налаживание потребительского рынка), Фестивальный комитет Ашрафии (проведение зрелищных мероприятий). Группа Гамма объединила специалистов, планировавших общенациональное развитие после гражданской войны и объединения Ливана. Активно велась борьба с преступностью, на христианской территории преступность была в 15-20 раз ниже, чем на остальной территории Ливана. Газ стоил впятеро меньше, чем на мусульманской территории, цены на хлеб были взяты под контроль и соотвествовали предвоенным. Эффективно распределялся бензин, импортируемый из Румынии. Действовал департамент иностранных дел, имевший представительства в столицах крупных держав. Башир Жмайель заявлял: 
Мои войска вынуждены были заменить государство, которое палестинцы разрушили вместе с сирийцами. Мы создали госпитали, суды, молодёжные центры, детские дома, радиостанции. Мы восстановим Ливан, когда удастся выбить из страны сирийцев и палестинцев.
В области внешней политики Башир Жмайель уделял особое внимание развитию отношений с США. Он несколько раз посещал Вашингтон, проводил консультации с представителями Госдепартамента. Этому способствовала идеологическая близость Жмайеля с неоконсервативной республиканской администрацией Рональда Рейгана. Президент Рейган называл Башира Жмайеля «молодым многообещающим лидером, который принёс Ливану свет надежды». Отношение Башира к европейским государствам было гораздо более настороженным. Он считал, что европейцы склонны к уступкам противнику и «готовы продать нас за баррель нефти». Однако он поддерживал дружественные контакты с европейскими христианскими демократами, особенно западногерманскими, и подчёркивал приверженность идеям Великой французской революции. Несмотря на жёсткий антикоммунизм и антисоветизм, Башир Жмайель считал возможным и желательным установление деловых отношений и ведение конструктивного диалога с СССР (хотя бы потому, что Советский Союз имел влияние на ООП и Сирию).
Из арабских стран наилучше складывались отношения Башира Жмайеля с Саудовской Аравией. В июле 1982 года он встречался в Эр-Рияде с королём Фахдом. В его воззрениях наличествовал мессианский момент: Башир считал, что Ливан прокладывает путь свободы для Арабского мира.
К 1982 году Башир Жмайель выступал как признанный военно-политический лидер правохристианского лагеря и христианской общины в целом. По словам Фуада Абу Надера, под руководством Башира в Ливане вырабатывалась «модель для всего мира», основанная на принципах солидаризма.

## Избранный президент
6 июня 1982 года в Ливан вторглись израильские войска. «Ливанские силы» не принимали активного участия в боевых действиях, но в принципе были на стороне Израиля в войне против ООП (министр обороны Израиля Ариэль Шарон заранее предупредил Башира Жмайеля о предстоящем ударе). В августе палестинские формирования были изгнаны из Ливана. Несколько ранее, 24 июля 1982 года, Башир Жмайель выдвинул свою кандидатуру и 23 августа 1982 года был избран президентом Ливана. За него проголосовали 57 депутатов ливанского парламента при 5 воздержавшихся. Башир Жмайель заручился поддержкой влиятельных фигур мусульманских общин — экс-премьера Саиба Салама от суннитов, Камеля Асаада и Набиха Берри от шиитов. Со стороны друзов Башира поддержал эмир Маджид Арслан.
Ещё не вступив в должность, Башир Жмайель издал ряд указаний, направленных на прекращение вооружённого противостояния и налаживание регулярного жизнеобеспечения. Бойцы «Ливанских сил» перестали публично появляться в форме и при оружии. Единственной вооружённой силой в Бейруте стала правительственная армия, занявшая основные объекты и магистрали. Была обеспечена безопасность производства и торговли. Возобновил работу бейрутский порт.
1 сентября 1982 года в Нагарии состоялась встреча Башира Жмайеля с премьер-министром Израиля
Менахемом Бегином. Несмотря на фактический союз, достичь договорённости не удалось. Бегин требовал немедленного заключения мирного договора на израильских условиях, Жмайель, добивавшийся ухода из Ливана всех иностранных вооружённых сил — палестинских, сирийских, израильских — настаивал на установлении срока вывода ЦАХАЛ. Встреча завершилась безрезультатно, стороны остались недовольны друг другом. Однако в целом избрание Жмайеля президентом создавало перспективу превращения Ливана в израильского союзника.

## Убийство
14 сентября 1982 года в бейрутской штаб-квартире Катаиб произошёл мощный взрыв. Погибли 27 человек, среди которых был Башир Жмайель.
Исполнителем убийства являлся член Сирийской социал-националистической партии Ливана (ССНП) Хабиб Шартуни, агент сирийских спецслужб. Шартуни жил с семьёй в небольшой квартире на верхнем этаже штаб-квартиры партии Катаиб, его дядя был охранником Башира, а сестра подругой одного из помощников избранного президента. Узнав о том, что 14 сентября Жмайель выступит в штаб-квартире с прощальной речью, так как покидает партийный пост перед вступлением в должность, Шартуни ночью установил в комнате на втором этаже мощное взрывное устройство. Оно было снабжено взрывателем японского производства, позволявшим детонировать заряд с расстояния в несколько километров. Когда Башир Жмайель поднялся в конференц-зал, Шартуни сел в автомобиль и выехал в направлении Восточного Бейрута.
Выступление будущего президента началось в 16:00, а в 16:10 Шартуни в автомобиле нажал на кнопку дистанционного управления и трёхэтажное здание штаб-квартиры поднялось в воздух и обрушилось. Опознать тело Жмайеля сразу не удалось, только на следующий день его идентифицировали по кольцу и письму сестры, которое лежало в кармане.
Уже находясь за рулём, Шартуни вспомнил, что его сестра осталась в обречённом здании и предупредил её. За несколько минут до взрыва она с криком выбежала, что и дало возможность быстро разоблачить её брата. Шартуни был арестован. На следствии он заявил, что считал Башира Жмайеля «предателем» за его дружбу с Израилем. Предполагается, что убийство организовал лидер ССНП Ассаад Хардан по заданию из Дамаска.
После гибели Башира Жмайеля президентом Ливана стал его старший брат — Амин Жмайель. «Ливанские силы» возглавил заместитель Башира — Фади Фрем, начальником штаба стал племянник Башира — Фуад Абу Надер. Через четыре дня после убийства ливанские формирования под командованием Ильяса Хобейки уничтожили палестинские лагеря Сабра и Шатила.

## Последствия гибели
Гибель Башира Жмайеля стала сильнейшим ударом по партии Катаиб, «Ливанским силам» и правохристианскому движению в целом. Ему не находилось сколько-нибудь адекватной замены.
Пьер Жмайель-старший был уже пожилым человеком и скончался через два года после младшего сына. Амин Жмайель не обладал волей, авторитетом и популярностью младшего брата. Самир Джааджаа имел слишком много врагов в своём же лагере. Ильяс Хобейка к тому времени связался с сирийскими спецслужбами. Фади Фрем был военным командиром, но не политиком. Теоретически преемником Башира мог стать Фуад Абу Надер — эффективный и популярный командир, член семьи Жмайелей — но он категорически отказывался участвовать в христианских междоусобицах и тем более подавлять их, без чего было невозможно консолидировать движение.
С 1983 года гражданская война в Ливане перешла в новый ожесточённый цикл. В середине 1980-х произошёл раскол Катаиб и «Ливанских сил». Джааджаа и Хобейка фактически повели вторую гражданскую войну сначала между собой, потом с генералом Мишелем Ауном. Междоусобная борьба подорвала правохристианский лагерь и способствовала установлению фактической сирийской оккупации в 1990 году. Восстановить суверенитет Ливана удалось лишь Кедровой революции 2005 года.
Башир Жмайель остаётся кумиром христианской общины Ливана, особенно партии Катаиб и её сторонников. Все видные правохристианские деятели — даже враждующие друг с другом — постоянно апеллируют к его образу. Ветераны-фалангисты называют Башира Жмайеля «наш президент навеки». Образ Башира Жмайеля почитается в международных кругах правой христианской демократии и солидаристских организациях (в том числе российских).

## Личность и семья
Люди, близко знавшие Башира Жмайеля (например, Фуад Абу Надер, Жослин Хуэйри, Масуд Ашкар), вспоминают его как человека целеустремлённого, упорного, чрезвычайно харизматичного, решительного и жёсткого в борьбе — но при этом общительного, весёлого и доброжелательного. Отмечаются такие его черты, как «прирождённое лидерство», умение формировать и руководить командой.
С другой стороны, известный фалангистский боевик Роберт Хатем отмечал, что Башир, «вождь и символ христианской революции», был беззаветно предан ливанским христианам в целом, как социально-философскому понятию — но отличался жестоким безразличием к конкретным людям, высокомерием к соратникам.
В 1977 году Башир Жмайель вступил в брак с Соланж Тутунжи. В браке супруги имели троих детей.
Майя Жмайель, дочь Башира Жмайеля, погибла в 1980 году в двухлетнем возрасте — в результате взрыва автомобиля, в который должен был сесть её отец. Тогда же, в 1980 году родилась Юмна Жмайель. Надим Жмайель, сын Башира Жмайеля, родился 1 мая 1982 года, незадолго до гибели отца.
Соланж Жмайель играет видную роль в современной партии Катаиб. В 2005—2009 годах была депутатом парламента. Надим и Юмна Жмайели — также активисты Катаиб. Надим с 2009 — депутат парламента (свой мандат ему фактически уступила мать, отказавшись баллотироваться в пользу Надима). Все трое участвовали в Кедровой революции, позиционируются как продолжатели дела Башира Жмайеля.
Пьер Амин Жмайель, племянник Башира Жмайеля, был видным деятелем Катаиб и министром промышленности Ливана. Его убийство террористами в 2006 году сравнивалось с гибелью дяди. Другой племянник — Сами Жмайель — с 2015 года является председателем Катаиб.
Дядя Башира, Габриэль — ливанский спортивный деятель, основатель Олимпийского комитета Ливана.

## Экранизация
Портретный образ Башира, как сопутствующий событиям в Сабре и Шатиле, фигурирует в полнометражном анимационном фильме «Вальс с Баширом» (2008, Израиль).